# Gertrudis Martínez Otero
Gertrudis Martínez Otero (Sanlúcar de Barrameda (Cádiz), 9 de octubre de 1878 - Sanlúcar de Barrameda (Cádiz), 2 de marzo de 1965) fue la primera mujer andaluza y la tercera española que estudió y ejerció la farmacia en Andalucía y en España.

## Biografía
Nació en Sanlúcar de Barrameda (Cádiz) el 9 de octubre de 1878 en la calle Monjas de Regina, la misma calle y ciudad en la que murió el 2 de marzo de 1965. Su figura marca un hito en la Historia de la mujer.
A la edad de 8 años su familia la matricula en el Instituto Provincial de Jerez de la Frontera, ahora llamado IES Padre Luis Coloma. El 2 de julio de 1891 a la edad de trece años obtiene el Grado de Bachillerato con brillantes calificaciones y siendo la primera mujer en obtener el bachillerato en este Instituto Provincial.
Aún con trece años se matriculó en la Facultad de Farmacia de Cádiz (luego extinguida) y posteriormente en la Universidad de Granada donde obtuvo el grado de Licenciada en Farmacia en 1896 con la máxima puntuación.
En 1889 abrió la primera Oficina de Farmacia para expender medicamentos al público. Dicha farmacia ubicada en Sanlúcar de Barrameda contaba con medio centenar de aparatos y utensilios de laboratorio, así como más de 500 principios activos para la elaboración de medicamentos.
En 1910 Gertrudis contrae matrimonio con Roberto Witte Mergelina, lo que conlleva al abandono temporal de su profesión hasta 1932, año en el que asume la regencia de una farmacia propiedad de Carmen López Uceda, viuda del farmacéutico propietario de la misma D. Manuel Amores Rebollo. En 1935 tras el fallecimiento de su esposo inicia la regencia de otra farmacia propiedad de la viuda de Alfonseca en Sanlúcar de Barrameda y por último en 1940 asume la que será su tercera y última regencia, llevada a cabo esta vez en una farmacia de Sevilla, propiedad de la viuda de López Brenes de Lebrija.

## Premios y reconocimientos
- La Junta Directiva del actual IES Padre Luis Coloma de Jerez de la Frontera puso su nombre al patio del instituto, antes llamado Patio de los Naranjos, como homenaje póstumo en 2018.[4] El director de dicho Instituto en el discurso inaugural expresó que se trataba de un homenaje para "reivindicar el papel de las mujeres en la historia de Andalucía y sobre todo un reconocimiento a todas las mujeres que han estudiado aquí" [1]